# Treptow-Köpenick
El Districte de Treptow-Köpenick és el districte (Bezirk) novè de Berlín. Aquest districte es creà amb la reforma administrativa de Berlín de 2001 per la fusió dels districtes de Treptow i Köpenick.
Aquest districte és el més gran dels districtes de Berlín per mida, ja que ocupa un 18,9% de la superfície de la ciutat. També és el districte amb una densitat de població més baixa.

## Geografia

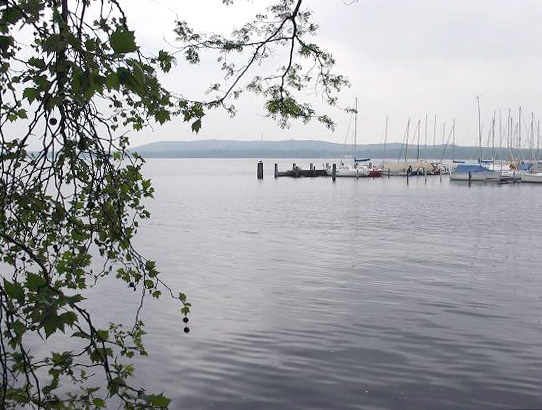
El llac Müggelsee

El districte es localitza al sud-est de Berlín. Els boscos, parcs i el llac Müggelsee ocupen gairebé les tres quartes parts de l'àrea del districte. Aquest districte representa un 36,5% dels recursos aqüífers i el 42,8% dels boscos de Berlín.

## Administració

Divisió dels escons del Parlament del districte Treptow-Köpenick en 2011.

L'alcalde del districte Treptow-Köpenick (Bezirkbürgermeister) és Oliver Igel del partit polític SPD. El Parlament del districte, amb 55 membres (Bezirksverordenetenversammlung), el 2011 estava compost pels partits polítics següents:
- SPD: 17 escons
- Die Linke: 15 escons
- CDU: 9 escons
- Els Verds: 6 escons
- NPD: 2 escons
- PIRATEN: 4 escons
- Independents: 2 escons

## Barris

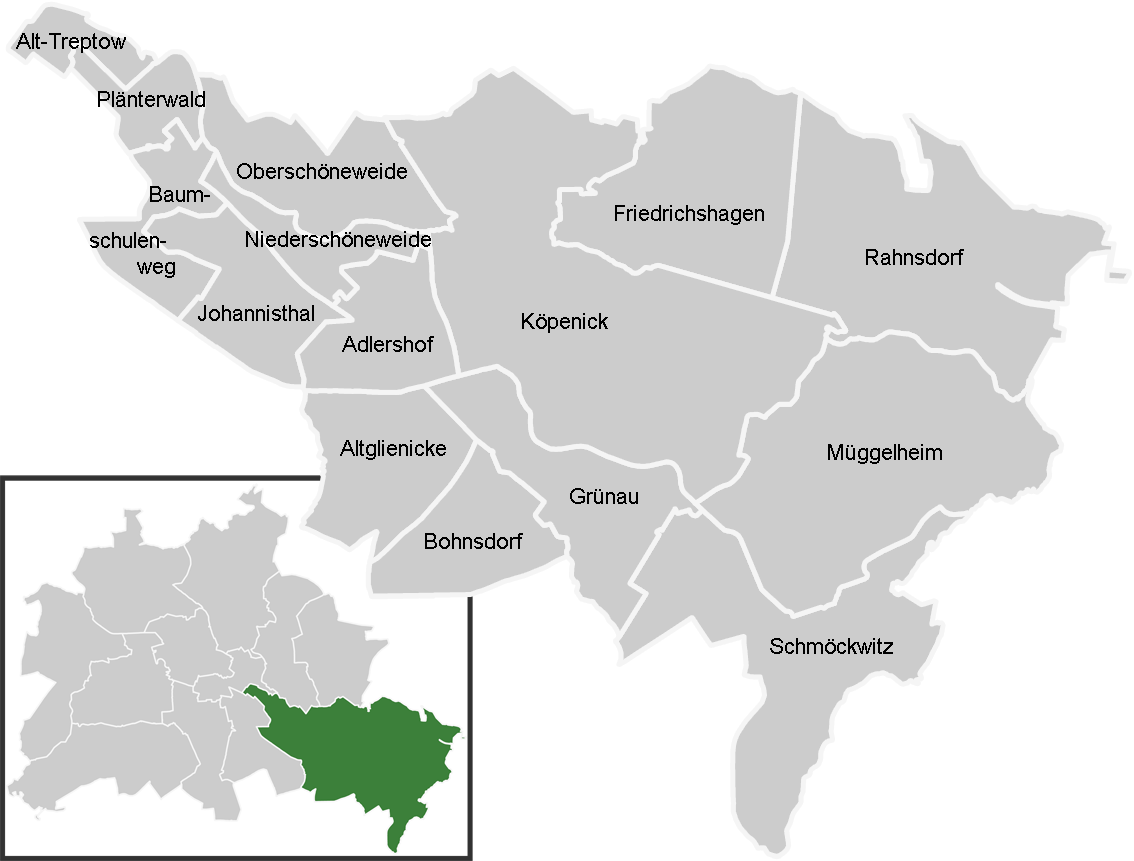
Barris del districte de Treptow-Köpenick

- Alt-Treptow
- Plänterwald
- Baumschulenweg
- Johannisthal
- Niederschöneweide
- Altglienicke
- Adlershof
- Bohnsdorf
- Oberschöneweide
- Köpenick
- Friedrichshagen
- Rahnsdorf
- Grünau
- Müggelheim
- Schmöckwitz

## Ciutats agermanades
El districte està agermanat amb les següents ciutats:
- Albinea, Itàlia
- Cajamarca, Perú
- East Norriton Township, Pennsilvània, Estats Units
- Colònia, Alemanya
- Mürzzuschlag, Àustria
- Olomouc, República Txeca
- Subotica, Sèrbia
- Izola, Eslovènia
- Veszprém, Hongria